# Forcipomyia sanctaeclarae
Forcipomyia sanctaeclarae är en tvåvingeart som beskrevs av Wirth 1952. Forcipomyia sanctaeclarae ingår i släktet Forcipomyia och familjen svidknott. Inga underarter finns listade i Catalogue of Life.